# Médaille du Mérite militaire (Corée du Nord)
Pour les articles homonymes, voir Médaille du Mérite militaire.
La médaille du Mérite militaire (coréen : 군공메달) est une médaille établie par ordonnance du Présidium de l'Assemblée populaire suprême de la république populaire démocratique de Corée le 13 juin 1949 et est décernée pour honorer le service militaire. Cette distinction a été décernée à plus de 500 000 Coréens et plus de 400 000 Chinois pendant la guerre de Corée.

## Variantes

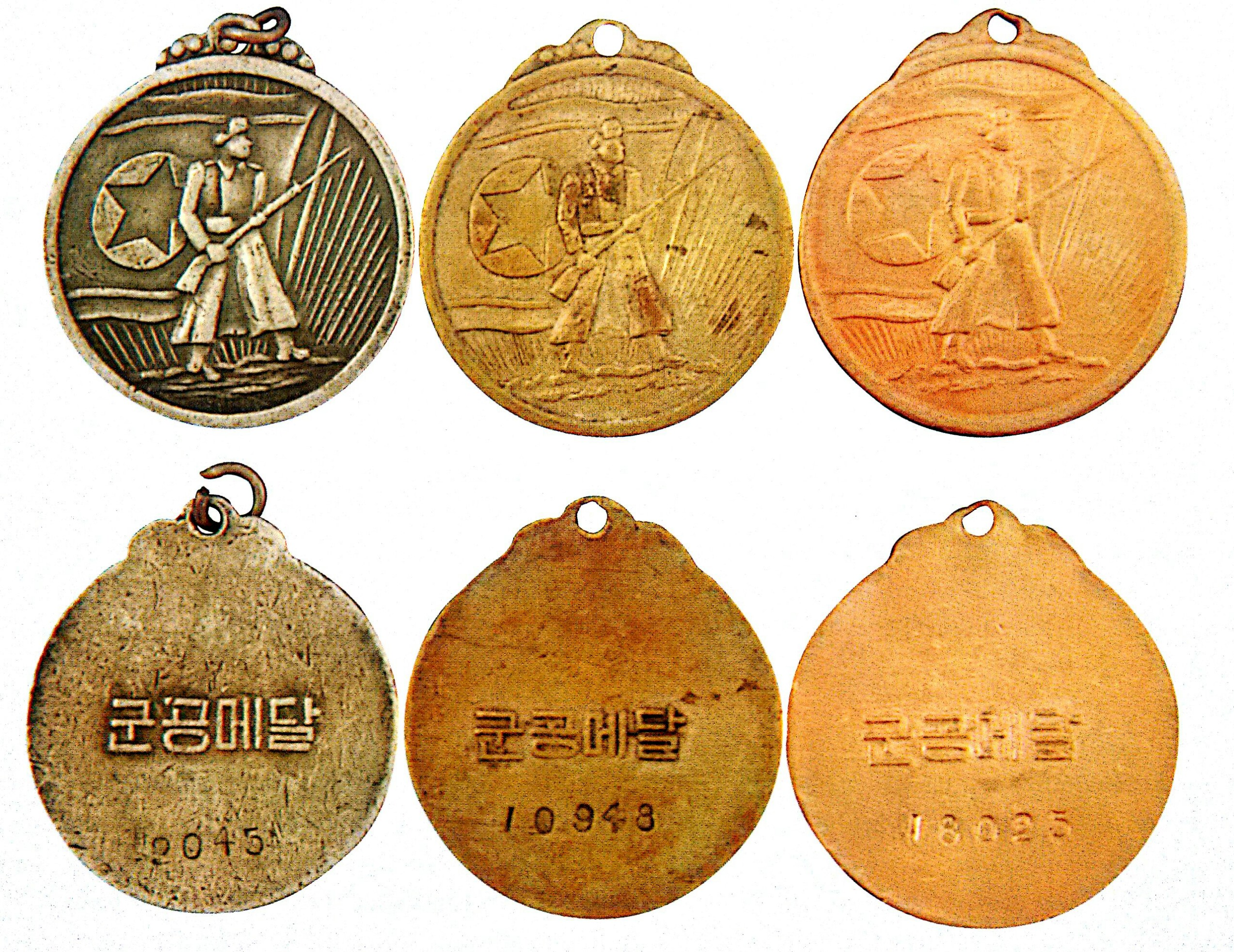
Comparaison des différentes variantes de la « Médaille du mérite militaire » de Corée du Nord

La plupart des médailles militaires des années 1950 ont été produites par l'Union soviétique, et la conception de la médaille en 1949 a été modifiée dans les années 1980 et est toujours utilisée aujourd'hui.